# 長岡茂一
長岡 茂一（ながおか しげかず、1965年8月8日 - ）は、東京都出身の元競艇選手。登録番号3227。身長165cm。血液型O型。57期。東京支部所属。師匠は山口雅司。愛称は「カミカゼモイチ」。

## 来歴
父親は熱心な競艇ファンで、その影響から競艇選手を志す。東京都立松が谷高等学校を開校1期生として卒業後、熊谷直樹らと56期訓練生として本栖研修所に入所。しかし常滑競艇場での訓練中に転覆して顔面にプロペラの直撃を受け、上顎と下顎を複雑骨折する重傷を負い、常滑市民病院では手術ができずに半田市立半田病院で緊急手術を受け、顎や歯の再生のため3か月半の入院生活を送る。そのため熊谷らよりも半年遅れ、57期生としてリーグ戦勝率7.82（57期リーグ戦勝率1位）の成績で卒業した。
1985年9月24日に選手登録、11月に多摩川競艇場にてデビュー。デビューから半年でB級に、さらに半年後にA級に昇級。
- 1986年9月、大村競艇場で開催された「新鋭リーグ 一般競争」で初優勝。
- 1991年、徳山競艇場での新鋭王座決定戦でG1初優勝[7]。
- 1998年、多摩川競艇場でのモーターボート記念でSG初優勝[8]。
- 1999年、住之江競艇場での賞金王シリーズ戦で2度目のSG優勝[9]。
- 2008年7月17日、G1平和島ダイヤモンドカップにて優勝。久しぶりの記念制覇（決まり手は、チルト3度による5コースからのまくり）となった。
- 2009年2月9日、戸田競艇場で開催された「関東地区選手権」第4レースにて勝利し、通算1,500勝を達成した。
- 2015年10月16日、福岡競艇場で開催された「スポーツニッポン杯争奪戦」の第6レースにおいて、2コースからまくりを決めて通算2000勝を達成している（デビューから6453走目での達成）。
- 2020年6月から7月に立て続けにフライングを喫してフライング3本持ちとなり、事故率オーバーで2021年前期はB2級に陥落となった。
- 2024年1月31日、選手登録消除願を提出、現役を引退した[10][11]。
- 現役引退後は多摩川競艇場のYoutube配信に出演し、解説者として活動している[12]。

## レーススタイル
「カミカゼモイチ」の愛称が示す通りのスタート一撃タイプだったが、その一方でフライングが非常に多く、現役引退までに歴代6位となる76本のフライングを喫している。

## 人物・エピソード
- プロペラグループは「BPクラブ」に所属。弟子の村田修次や孫弟子である富樫麗加らが所属。
- 今村豊は長岡の長所として、度胸のよさとレースの組み立ての上手さを挙げている[14]。
- 長らく東都のエース格として活躍し、3度の大きな怪我を乗り越え、SGは4優出2優勝、G1優勝は全部で12回を記録した。
- 盟友である熊谷直樹は2007年に多摩川競艇場で行われた自身のトークイベントで、長岡に対しては「ケガ多くて低迷しているけど、本来あいつは俺より強い」と発言し、引退会見の際も「長岡がいなければ、（自分は）ここまでになってない」とコメントを残している[15]。また、自身が引退してからも「長岡のレースは『ケガだけはしないでくれ』と思いながら見ていた」と語り、引退に関しては「（長岡が）B級で走ってる姿は見たくなかったし、そういう思い（＝長岡のケガの心配）をしなくて済むから、引退して寂しいという方もいるでしょうけど、僕自身としては安心しました」とコメントしている[16]。